# Córcores
Córcores (llamada oficialmente Santa Mariña de Córcores) es una parroquia y un lugar español del municipio de Avión, en la provincia de Orense, Galicia.

## Toponimia
La parroquia también es conocida por el nombre de Santa Marina de Córcores.

## Organización territorial
La parroquia está formada por una entidad de población:
- Córcores

## Demografía
Gráfica demográfica del lugar y parroquia de Córcores según el INE español:
| Gráfica de evolución demográfica de Córcores entre 2000 y 2021 |
|                                                                |
| Datos según el nomenclátor publicado por el INE.               |